# محمودرضا سجادی
سید محمودرضا سجادی (زادهٔ ۱۳۳۹ در تهران)، سفیر ایران در روسیه بوده‌است. وی فارغ‌التحصیل رشته مهندسی الکترونیک از دانشگاه تهران و کارشناسی ارشد در رشته مدیریت و دارای دو فرزند پسر است. ۱۷ مرداد ۱۴۰۴ وزارت خزانه‌داری آمریکا، محمودرضا سجادی را به دلیل کمک به جمهوری اسلامی ایران در دور زدن تحریم‌های آمریکا و ادامه سرکوب مردم ایران تحریم کرد.

## سوابق
- از اردیبهشت ۱۳۶۲ مؤسس و رئیس دفتر همکاری‌های فناوری ریاست‌جمهوری
- راه‌اندازی شبکه تحلیلگران تکنولوژی ایران
- از تیرماه ۱۳۸۲ عضو هیئت امنای پژوهشگاه پلیمر و پتروشیمی ایران
- از شهریور ۱۳۸۲ دبیر ستاد ویژه توسعه فناوری نانو
- از آبان ۸۴ عضو هیئت مدیره شرکت سرمایه‌گذاری خارجی ایران
- از اردیبهشت ۸۶ تاکنون عضو شورای راهبردی مرکز علم و فناوری پیشرفته دانشگاه آزاد اسلامی
- از آذر ۹۵ رئیس هیئت مدیره گروه مشاوران مدیریت و مطالعات راهبردی تدبیر
- دبیر راهبردی اولین جایزه کتاب روایت پیشرفت (۱۳۹۹–۱۴۰۰)

پنج شنبه ۱۱/۱۲/۱۳۹۰، بانک و ت ب ۲۴ اعلام داشت که تصمیم به بستن حسابهای دیپلماتها و سایر کارکنان سفارت ایران گرفته‌است. سخنگوی بانک وی تی بی ۲۴ اعلام کرد که سفارت ایران را از این تصمیم خود به سرعت آگاه کرده‌است. وی گفت که حساب‌ها به دلایل اقتصادی مسدود شده‌اند.